# Эль-Импосибле (национальный парк)
Национальный парк Эль-Импосибле — национальный парк в муниципалитете Такуба, в департаменте Ауачапан; особо охраняемая природная территория в Сальвадоре.

## Описание
Национальный парк Эль-Импосибле был основан 1 января 1989 года и занимает площадь в 5 000 гектаров тропического леса. Своё название он получил от названия опасного ущелья, в котором часто происходили несчастные случаи с местными фермерами и вьючными животными, перевозившими кофе в порт на тихоокеанском побережье страны. Эль-Импосибиле расположен на вулканическом хребте Апанека-Льяматепека в 300 — 1450 метрах над уровнем моря. По территории парка протекают восемь рек, которые питают водораздел Барра-де-Сантьяго и мангровые леса вдоль побережья.
В парке произрастают различные виды редких растений и обитают редкие виды животных, таких, как пума, онцилла, нарядный хохлатый орёл. С точек обозрения, устроенных на холмах, покрытых лесом, можно увидеть Тихий океан.
В 1992 году национальный парк Эль-Импосибле был внесён в предварительный список Всемирного наследия ЮНЕСКО, вместе с городищем Кара Сусия.